# Austro-Rumpler-Werke
La Austro-Rumpler-Werke fu un costruttore di automobili austriaco.

## Storia
Edmund Rumpler fondò nel 1920 la società a Vienna e iniziò con la produzione di automobili. Il marchio fu Austro-Rumpler. Nel 1922 la produzione cessò.

## Veicoli
L'unico modello 3/10 PS fu un autociclo. La carrozzeria era per una persona.